# Jezero (gmina Sjenica)
Jezero (cyr. Језеро) – wieś w Serbii, w okręgu zlatiborskim, w gminie Sjenica. W 2011 roku liczyła 10 mieszkańców.